# Mennonieten

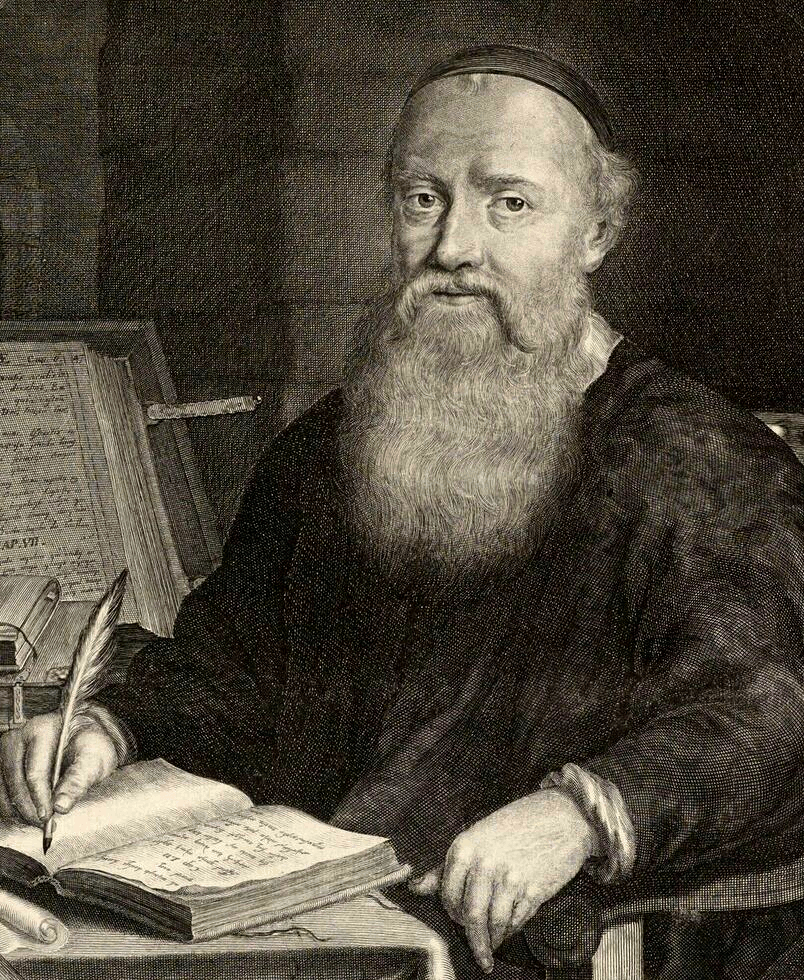
Menno Simons

De mennonieten of menisten, in Nederland meestal doopsgezinden genoemd, vormen de oudste nog bestaande "doperse" kerk. Tot het begin van de 20e eeuw bestonden de mennonieten in essentie uit twee groepen: doopsgezinden van Nederlands-Noord-Duitse afkomst en doopsgezinden van Zwitsers-Zuid-Duitse afkomst. 
De mennonieten zijn rond 1540 genoemd naar de priester Menno Simons uit het Friese Witmarsum. Hij was een katholiek priester die zich bekeerde tot het anabaptisme. De Zwitserse mennonieten werden oorspronkelijk "Zwitserse broeders" (Schweizer Brüder) genoemd, maar namen later de naam mennonieten over.
Met betrekking tot de hedendaagse mennonieten wordt steeds vaker een onderscheid gemaakt tussen de eerder conservatieve, zogenoemde 'etnische mennonieten', die rechtstreeks afstammen van de oorspronkelijke (Centraal-)Europese mennonieten en anderzijds de nieuwe, bekeerde mennonieten die sinds het begin van de 20e eeuw overal ter wereld voorkomen en van verschillende etnische oorsprong zijn. Deze laatste, eerder gematigde en progressieve, groep is vooral in de ontwikkelingslanden in opmars. Beide groepen onderscheiden zich op vlak van taal, cultuur en leefgemeenschap maar delen hun pacifistische levenswijze. 
De mennonitische geloofsgemeenschappen die wereldwijd de meeste bekendheid genieten zijn de Amish.

## Geschiedenis

### Ontstaan in Zwitserland
De anabaptistische beweging begon in kringen rond Huldrych Zwingli (1484 - 1531) die de vroege Reformatie in Zwitserland leidde. In Zürich beoefenden Konrad Grebel, Felix Manz, George Blaurock en twaalf anderen op 21 januari 1525 de volwassen doop voor elkaar en daarna ook voor anderen. Deze Zwitserse anabaptisten noemden zich Dopers (Täufer), later Zwitserse Broeders. Nog weer later werd echter de naam mennonieten aangenomen. De vervolgingen in de kantons Bern en Zürich deden veel mennonieten besluiten te vertrekken. Zij herbevolkten verlaten dorpen in de Elzas (Vogezen), vestigden zich in de Palts (Pfalz), en aan de Nederrijn. In de 18de eeuw kwam een omvangrijke stroom emigranten uit hun kringen op gang naar Oost-Europa. In de 19de eeuw volgde Amerika als nieuwe bestemming. Deze Duitssprekende Doopsgezinden vormden de basis van de Amish.

### Ontstaan in Nederland
Zwaar aangeslagen door de dood van zijn bij de bloedige belegering van het Oldeklooster van Bolsward omgekomen broer en radicale wederdoper Pieter Simons besloot Menno Simons, toen nog katholiek priester maar reeds geïnspireerd door de reformatoren Luther en Zwingli, in 1535 om zich definitief te bekeren tot het anabaptisme en alle geweld af te zweren.
In dat zelfde jaar had een geradicaliseerd deel van de wederdopers ook al zware verliezen geleden bij wat hij noemde de Munstersche grouwelen. In februari 1534 waren revolutionaire Nederlandse doopsgezinden er samen met de lutherse burgerij in geslaagd om de macht over de Duitse stad Münster in handen te krijgen, ten koste van het katholieke stadsbestuur. De bedoeling was om, in afwachting van de spoedige wederkomst van Christus, desnoods met gewapend geweld, een 'Gods rijk' te stichten en allen die zich niet opnieuw lieten dopen uit de stad te verdrijven. 
Op 24 juni 1535, na een jaar bloedige belegering van dit Nieuwe Jeruzalem, heroverden de verenigde legers van bisschop Frans van Waldeck, landgraaf Filips I van Hessen en andere machtige landsheren de stad en brachten de leidende wederdopers door marteling ter dood, waarna hun volgelingen vluchtten. Ook de pacifistische doopsgezinden, de zgn. obbenieten, zo genoemd naar hun leider Obbe Philips en sinds 1540 onder leiding van Menno Simons mennonieten genaamd, werden niet alleen in Münster, maar ook in Vlaanderen, Holland en Friesland, zwaar vervolgd. Om daaraan te ontkomen migreerden velen halverwege de zestiende eeuw vanuit Vlaanderen en Nederland naar Oost-Europa. Zij kregen moerasland om droog te leggen en te ontginnen aangeboden in de Weichseldelta (Wisla). Enkele honderden zogenaamde Holländereien werden daar gesticht. 

#### Migratie vanuit Nederland (Holland, Vlaanderen, Friesland en Oost-Friesland) naar de Weichseldelta
Onder leiding van Dirk Philips werden vele tientallen landbouwcommunes gesticht rondom 19 kerken in Weichseldelta, rondom de Hanzestad Danzig en langs de oevers van de Weichsel in de Poolse provincie 'Koninklijk Pruisen', die na 1772 als West-Pruisen bij het koninkrijk Pruisen werd gevoegd. Als uitzondering in het contrareformatorische Polen, waarin alleen het katholicisme was toegestaan, werd hen godsdienstvrijheid gegund en vrijstelling van dienstverlening aan de landbezitters gegeven. Dit was mogelijk omdat ze strikt vast hielden aan hun tradities en zich afgezonderd hielden van de katholieke bevolking. 
Ze bleven tot in de 20ste eeuw een eigen taal, het Plautdietsch - naast het Hoogduits - spreken als een Nederduits (Plattdeutsch) dialect met enkele Nederlandse woorden zoals "toch" of "vandaag". Pas na 1772 namen ze de Hoogduitse bijbel in gebruik en pasten hun gesproken taal nog verder aan aan de verwante Oost-Nederduitse dialecten die in de omgeving werden gesproken. Ze werden door de Duitsers Weichselmennonieten en door de Polen Olędrzy genoemd, naar het Poolse woord voor "Hollander". Toen West-Pruisen ten gevolge van de Eerste Poolse Deling in 1772 deel ging uitmaken van het Koninkrijk Pruisen verloren de mennonieten veertien jaar later, bij de troonsbestijging van Frederik Willem II, hun voorrechten omdat ze juridisch met de andere Pruisische staatsonderdanen gelijkgeschakeld werden. Dit betekende dat ze ook onder de militaire dienstplicht kwamen te vallen, wat onaanvaardbaar was voor de principiële pacifisten onder hen.

#### Naar Rusland: Oekraïne en deportatie naar Siberië
In het Manifesto van juli 1763 nodigde tsarina Katharina de Grote kolonisten, met name uit de Duitse landen en Polen, en daaronder zeker ook mennonieten, uit om zich in Rusland in het pas op de Ottomanen (het Turkse Rijk) veroverde gebied ten noorden van de Zee van Azov, in het zuiden van het huidige Oekraïne te vestigen. Een eerste groep van ongeveer 7.000 mensen emigreerde in 1789 en stichtte de Chortitza-kolonie en een tweede grote groep volgde in 1803 naar het rivierengebied van de Molotsjna en stichtte de Molotschna-kolonie. Degenen die zich hier vestigden gingen in wijdere zin deel uitmaken van de 'Duitse' kolonisten die later bekend zouden worden als Ruslandduitsers. Naast hen werden ook Grieken, Roemenen en Bulgaren geworven, omdat dezen met hun geloof dicht bij de Russen stonden. De hardwerkende mennonieten veranderden de woeste en verwaarloosde gronden van de steppes in vruchtbare landbouwgronden. Zuid-Rusland kreeg daardoor bekendheid als 'de graanschuur van Europa'.
De mennonieten vermeerderden zich snel en elke nieuwe generatie stichtte ook weer nieuwe kolonies, die zich op het laatst uitbreidden over het westen van Siberië. Aan het begin van de jaren 1870 werden de bijzondere voorrechten (waaronder de vrijstelling van dienstplicht) voor de mennonieten in Rusland ingetrokken. Dat was voor een derde deel, vooral conservatieven, aanleiding om vanaf 1874 naar Amerika te emigreren. In een latere emigratiegolf tussen 1927 en 1930 vluchtten veel mennonieten voor de collectivisering van de landbouw die het communistische regime oplegde. Relaties met eerder naar Amerika vertrokken geloofsgenoten maakten dat eenvoudiger. De liberalen onder hen kozen voor met name de staat Kansas, terwijl de meer traditionelen emigreerden naar Canada, waar hen twee grotere gebieden werden beloofd voor vestiging. Deze gebieden in Manitoba zijn de oostelijke en westelijke 'reservaten' genoemd. Veel achterblijvers in Oekraïne kwamen om het leven in de Holodomor. In 1929-1942 - de Tweede Wereldoorlog - werden de achtergebleven Ruslandduitsers, waartoe ook het restant van de mennonieten werd gerekend, vanuit Oekraïne en de Wolgarepubliek als staatsvijanden en vermeende collaborateurs naar Siberië gedeporteerd. De achtergeblevenen in West-Pruisen werden als ongewenste Duitsers beschouwd en na de oorlog naar Duitsland gedeporteerd toen hun woongebied in 1945 door Pools werd. 
Een deel van Oekraïne- en Siberië-mennonieten kon na 1945 via Amerikaanse connecties naar Amerika  emigreren, met name naar Paraguay. De laatsten die nog her en der in de Sovjet-Unie waren achtergebleven konden na 1990 vrij emigreren en gingen voornamelijk naar Duitsland waar zij inmiddels tot 40.000 zijn aangegroeid.

#### Naar Midden- en Zuid-Amerika
Reeds in het interbellum waren er emigraties vanuit Rusland naar Brazilië en Uruguay, waar de meerderheid van de emigranten al snel assimileerde; sneller in Uruguay dan in Brazilië, waar gesloten Russisch-doopsgezinde nederzettingen zijn. Vanuit Canada gingen de migraties in de jaren 1920 naar Mexico (vooral 1922-1925) en Paraguay (1927). De belangrijkste reden was de introductie van Engels als voertaal in de Rusland-mennonitische scholen in Canada en de vrees dat de vrijstelling van militaire dienst zou worden ingetrokken. Daarbij kwam nog het anti-Duitse beleid van Canada tijdens de Eerste Wereldoorlog.
Vanwege gebrek aan land migreerden kleine groepen in de jaren 1954 tot 1957 vanaf Paraguay naar Bolivia en vervolgens vanuit Mexico naar Belize in 1958. Vanaf de jaren 1960 werd met name Bolivia de bestemming van vele zeer conservatieve Russische mennonieten uit Mexico en Paraguay, maar ook uit Canada en Belize. Tussen 1986 en 2014 werden in Argentinië vier grote kolonies Russische mennonieten uit Mexico gesticht. In 2016 en 2017 werden vervolgens nederzettingen opgericht in Bolivia en Peru.

### Geschiedenis van de Zwitsers-Zuid-Duitse Mennonieten

#### Eerste splitsing
In Zwitserland en de zuidwestelijke gebieden van het Duitse Rijk, de Elzas inbegrepen, leidde Jakob Ammann een beweging naar strengere regels die, na jaren van onenigheid, in 1693 leidde tot een definitieve splitsing in twee groepen. Daaropvolgende verzoeningspogingen, waarbij Ammann de schuld van de splitsing op zich nam, liepen op niets uit. Ammanns discipelen noemen zich amish, een eponiem van Amman. Vanuit Pennsylvania werden later in andere Amerikaanse staten en in Canada nieuwe kolonies gesticht.

#### Migratie naar Amerika
Vanaf ongeveer 1730 begonnen Zwitsers-Zuid-Duitse mennonieten (amish) naar Amerika te migreren, vooral naar Pennsylvania waar  Germantown hun centrum werd. Later worden rondom deze stad in vele Pensylvanian counties kolonies gesticht en vandaar door de snelle groei van de gemeenschappen ook in andere Amerikaanse staten en in Canada.

#### Tweede splitsing
In de jaren na 1850 ontstonden spanningen binnen amish-gemeenten en tussen verschillende amish-gemeenten. Tussen 1862 en 1878 werden er jaarlijks Dienerversammlungen (pastorale conferenties) gehouden over hoe de amish zouden moeten omgaan met spanningen veroorzaakt door druk vanuit de moderne samenleving. De vergaderingen waren een progressief idee; bisschoppen die vanuit heel Amerika naar een conferentie samenkwamen om eenheid te bespreken, was nieuw voor de amish. Na de eerste vergaderingen besloten de traditionele bisschoppen in 1885 deze conferenties verder te boycotten, omdat ze vonden dat hun zorgen onvoldoende werden gehoord.
De progressievere leden, ongeveer twee derde van de volksverhuizers, werden later bekend onder de naam Amish Mennonites en hebben zich uiteindelijk verenigd met de Mennonietische Kerk en andere mennonitische denominaties. Dit gebeurde vooral aan het begin van de twintigste eeuw. De meer traditioneel ingestelde groepen werden bekend als de Old Order Amish. Wanneer mensen tegenwoordig naar de amish verwijzen, verwijzen ze normaal gesproken naar de Amish van de Oude Orde, hoewel er andere subgroepen van amish zijn.
Er was een zeer gelijkaardige splitsing onder de mennonieten in Amerika in de jaren 1872 tot 1901. Daar ontstonden de Old Order Mennonites ("Mennonieten van de Oude Orde") uit vier splitsingen op verschillende plaatsen uit de hoofdstroom van de mennonieten.

### Mennonieten die in de oorsprongsgebieden in Europa bleven
De amish die in Europa achterbleven, herenigden zich in de 19e eeuw met de andere mennonieten en gingen vervolgens, net als alle andere mennonieten, in de 20e eeuw verder met moderniseren, zodat ze tegenwoordig vaak nauwelijks verschillen van andere vrije kerken.
Veel mennonieten zijn niet weggetrokken maar, onder de naam doopsgezinden, in Nederland blijven wonen. Vooral in Noord-Holland en Friesland was lange tijd een vierde deel van de bevolking van de 'doperse' denominatie. Ze vormden lokale gemeenten van onopvallende, ijverige, zich buiten politiek en bestuur houdende gelovigen die het vaak tot welstand brachten en een belangrijk aandeel hadden in de bloei van de economie. Op den duur stapten velen over naar de dominante Hervormde Kerk. De doopsgezinde gemeenten in Nederland anno 2022 kenmerken zich door moderniteit, in tegenstelling tot de etnische mennonieten elders in de wereld, van wie velen conservatief zijn.

### Mennonieten in de wereld
In de 20e eeuw begonnen de minder conservatieve mennonieten, voornamelijk uit Noord-Amerika, in veel delen van de wereld te evangeliseren, wat leidde tot honderdduizenden nieuw bekeerde mennonieten, vooral in Sub-Sahara-Afrika, maar ook in India, die bijna allemaal tot de modernere groepen behoren.
Wereldwijd waren er begin 21e eeuw circa 1,5 miljoen mennonieten.

## Geloofsleer
De kenmerken van de mennonitische beweging waren de totale scheiding van kerk en staat, de afwijzing van de kinderdoop, het weigeren van de eed, en de persoonlijke belijdenis van mondige mensen in plaats van het onderschrijven van de door de kerk vastgelegde teksten.
De doperse non-conformistische uitgangspunten riepen veel weerstand op. In de zestiende eeuw werden de dopers te vuur en te zwaard door de inquisitie vervolgd. In die tijd zijn in Nederland zo'n tweeduizend dopers om hun overtuiging omgebracht. Nog steeds gelden bij doopsgezinden de uitgangspunten van persoonlijke verantwoordelijkheid van ieder lid of vriend van de gemeente. Doopsgezinden kennen geen ambtsdragers. De predikanten worden beschouwd als gewoon lid van de gemeente te midden van alle anderen. Respect voor elkaar en voor elkaars mening is normaal en ook betrokkenheid bij elkaar en de wereld, zonder dat dit tot beklemming leidt: er zijn geen meerderen en geen minderen. Een ander adagium in het kerkgenootschap luidt: niet moeten, maar mogen.

## Denigrerende uitdrukkingen
Hoewel Nederland altijd een van de meest liberale landen is geweest als het gaat om vrijheid van godsdienst, zijn er in de Nederlandse taal denigrerende uitdrukkingen overgebleven als oude volksgezegden voor mennonieten, zoals Menistenbruiloft (de beerput legen) en menistenstreek of menistenleugen (een halve waarheid verkiezen boven de hele waarheid) . Een menistenzusje is een ingetogen vrouw, ofschoon de uitdrukking veelal sarcastisch voor het tegendeel gebruikt wordt.

## Bekende mennoniet
- Floyd Landis